# Озисми
Озисмите или Осимите (на латински: Osismii; Ossimes; на гръцки: Ostimioi) са галско племе, населявало Арморика, част от Галия.
Цезар ги споменава с аулерките, венетите, венелите, кориосолитите, аулерките и лексовиите.